# 6355 Універмосков
6355 Універмосков (6355 Univermoscow) — астероїд головного поясу, відкритий 15 жовтня 1969 року.
Тіссеранів параметр щодо Юпітера — 3,072.